# Бурулијски чир
Бурулијски чир (такође познат као бернздејлски чир, Серлов чир или дејнтријски чир) је инфективна болест чији је узрочник микобактеријум улцеранс (лат. Mycobacterium ulcerans). У почетној фази инфекције карактеристична је појава безболних чворића или отечених подручја. Овај чворић се може претворити у чир. Чир може бити већи са унутрашње стране него на површини коже, и може бити окружен отоком. Са погоршањем болести може доћи до инфекције кости. Бурулијски чиреви најчешће нападају руке или ноге; није уобичајена појава грознице.

## Узрок
М. улцеранс ослобађа токсин познат као миколактон, који слаби функционисање имунолошког система што резултира умирањем ткива. Бактерија из исте фамилије такође узрокује туберкулозу и лепру (M. туберкулозис и M. лепре, редом). Није познато како се болест шири. Извори воде могу бити укључени у ширење. До 2013. године још увек није било ефикасне вакцине.

## Лечење
Уколико се људи подвргну лечењу у ранијој фази, примена антибиотика у периоду од осам недеља је делотворна у 80% случајева. За лечење се често користе лекови рифампицин и стрептомицин. Кларитромицин или моксифлоксацин се понекад користе уместо стрептомицина. Међу осталим начинима лечења се налази хируршко одстрањивање чира. Када се инфекција излечи, на том месту обично остаје ожиљак.

## Епидемиологија
Бурулијски чир се најчешће јавља у руралним подручјима подсахарске Африке посебно у Обали Слоноваче, али се такође може јавити у Азији, западном Пацифику и у земљама Америке. Ови случајеви су забележени у више од 32 земље. Сваке године се јави пет до шест хиљада случајева. Поред људи, ова болест се јавља и код неких животиња. Алберт Раскин Кук је први описао бурулијски чир 1897. године.